# Wolf Henzler
Wolf Henzler (ur. 5 kwietnia 1975 roku w Nürtingen) – niemiecki kierowca wyścigowy.

## Kariera
Henzler rozpoczął karierę w wyścigach samochodowych w 1993 roku od startów w Formule BMW Junior, gdzie dwukrotnie zwyciężał i trzykrotnie stawał na podium. Z dorobkiem 102 punktów uplasował się tam na czwartej pozycji w klasyfikacji generalnej. W późniejszych latach pojawiał się także w stawce Niemieckiej Formuły 3, Niemieckiej Formuły Opel, Grand Prix Monako Formuły 3, Masters of Formula 3, Grand Prix Makau, 100 Meilen von Hockenheim, Formuły 3000, Porsche Supercup, Amerykańskiej Formuły 3, FIA GT Championship, Niemieckiego Pucharu Porsche Carrera, American Le Mans Series, SCCA World Challenge, Grand American Rolex Series, Grand-Am Cup GS, 24-godzinnego wyścigu Le Mans, Italian GT Championship, VLN Endurance, Asian Le Mans Series, Le Mans Series, FIA GT2 European Cup, 24h Nürburgring, FIA World Endurance Championship oraz European Le Mans Series.
W Formule 3000 Niemiec wystartował w trzech wyścigach sezonu 1999 z włoską ekipą Durango. Nigdy jednak nie zdobywał punktów. Został sklasyfikowany na 34 pozycji w końcowej klasyfikacji kierowców.